# Adrián Núñez
Pour les articles homonymes, voir Núñez.
Núñez  Quiroz est un nom espagnol. Le premier nom de famille, en général paternel, est Núñez ; le second, en général maternel, souvent omis, est Quiroz.
Adrián Núñez Quiroz, né le 1er octobre 1991, est un coureur cycliste dominicain.

## Biographie
En juillet 2018, il devient champion de République dominicaine sur route, chez les élites.

## Palmarès sur route

### Par année
- 2013
  - Vuelta Esmeralda[2]
  - Vuelta Barahona :
    - Classement général
    - 1re étape

  - 5e étape du Triple C Ciclismo del Cibao[3]
- 2018
  -  Champion de République dominicaine sur route

### Classements mondiaux
| Année            | 2019 |
| ---------------- | ---- |
| UCI America Tour | 566e |

## Palmarès sur piste

### Championnats nationaux
- 2014
  - 2e du championnat de République dominicaine de poursuite par équipes[5]
- 2017
  -  Champion de République dominicaine de course aux points[6]
  - 3e du championnat de République dominicaine du kilomètre[6]